# Muface
La Mutualidad General de Funcionarios Civiles del Estado (Muface) es un organismo público español, adscrito al Ministerio para la Transformación Digital y de la Función Pública, que gestiona las prestaciones sociales de los funcionarios al servicio del Estado: sanidad, ciertos casos específicos de jubilación (la jubilación por edad depende del régimen de clases pasivas o Seguridad Social), ayudas por hijos, etc. Es, por tanto, un régimen especial de carácter mutualista y distinto del Régimen General de la Seguridad Social española al que se adscriben la mayoría de los ciudadanos. Los funcionarios tienen obligación de pertenecer al sistema, para lo cual deben pagar una cuota.

## Historia
Se sentaron las bases de su creación en la Ley 109/1963, de 20 de julio, de Funcionarios Civiles del Estado, y en el Decreto 315/1964, de 7 de febrero, y, especialmente, la Ley 29/1975, de 27 de junio, sobre Seguridad Social de los Funcionarios Civiles del Estado y el Decreto 843/1976, de 18 de marzo, por el que se aprueba el Reglamento General del Mutualismo Administrativo.
Con anterioridad a estas disposiciones el panorama mutualista de los funcionarios civiles españoles era variado e inseguro, existiendo un total de 65 mutualidades, que no cubrían las prestaciones de todos los funcionarios (pues llegaron a estar excluidas hasta 100 000 personas).

## Funciones
Según el artículo 4 del Reglamento General del Mutualismo Administrativo (Real Decreto 375/2003, de 28 de marzo), la Mutualidad General de Funcionarios Civiles del Estado es un organismo público, con personalidad jurídica pública diferenciada, patrimonio y tesorería propios y autonomía de gestión en los términos recogidos en el Texto Refundido, a quien corresponde de forma unitaria la gestión del mutualismo administrativo para los funcionarios incluidos en su campo de aplicación. La afiliación es obligatoria para funcionarios del estado y algunos de las comunidades autónomas (por ejemplo, los de los cuerpos docentes), y está sometida a cotizaciones obligatorias.
Las prestaciones a que tienen derecho los mutualistas o sus beneficiarios, cuando se encuentren en los supuestos de hecho legalmente establecidos, y de acuerdo con Real Decreto Legislativo 4/2000, de 23 de junio, por el que se aprueba el Texto Refundido de la Ley sobre Seguridad Social de los Funcionarios Civiles del Estado son las siguientes:
- Asistencia sanitaria.
- Subsidios por incapacidad temporal, riesgo durante el embarazo o riesgo durante la lactancia natural.
- Prestaciones recuperadoras por incapacidad permanente total, absoluta y gran invalidez.
- Prestaciones para la remuneración de la persona encargada de la asistencia del gran inválido.
- Indemnizaciones por lesiones, mutilaciones o deformidades causadas por enfermedad profesional o en acto de servicio o como consecuencia de él.
- Servicios sociales.
- Asistencia social.
- Prestaciones familiares por hijo minusválido a cargo.
- Ayudas económicas en los casos de parto múltiple.

## Dirección general de Muface
La Dirección general de Muface es el máximo órgano de la mutualidad. La persona titular es nombrada y separada libremente de su cargo por Real Decreto, a propuesta del Ministro de Administraciones Públicas, asume la representación legal del organismo, así como las competencias de dirección, gestión e inspección de las actividades del mismo para el cumplimiento de sus fines.

### Lista de titulares de la Dirección general
- Manuel Álvarez Fuentes (1978-1982)
- Ángel Jorge Souto Alonso (1982-1984)
- Ricardo González Antón (1984-1985)
- José Antonio Sánchez Velayos (1985-1994)
- María Teresa Gómez Condado (1994-1996)
- Ana Pastor Julián (1996-1999)
- José María García Oyaregui (1999-2001)
- Isaías López Anduela (2001-2004)
- Carmen Román Riechmann (2004[5]-2006[6])
- María Ángeles Fernández Simón (2006[7]-2010[8])
- José María Fernández Lacasa (2010[9]-2012[10])
- Gustavo Emiliano Blanco Fernández (2012[11]-2015[12])
- Antonio Sánchez Díaz (2016[13]-2019[14])
- Myriam Pallarés Cortón (2020[15]-presente)